# Tribolium (kevers)
Tribolium is een geslacht van kevers uit de familie zwartlijven (Tenebrionidae).

## Soorten
Deze lijst is mogelijk niet compleet.
- T. castaneum (Herbst, 1797)

Kastanjebruine rijstmeelkever
- T. confusum (Jacquelin du Val, 1863)

Kleine meeltor
- T. destructor (Uyttenboogaart, 1933)

Grote rijstmeelkever